# Manosa-6-fosfat
La manosa-6-fosfat (M6P) és un monosacàrid derivat de la manosa que es caracteritza per trobar-se enllaçat a la lectina en el sistema immunitari. Es pot transformar en fructosa-6-fosfat per acció de la manosa fosfat isomerasa. El seu pes molecular és de 260,136 Da i té una densitat de 1,97g/cm³. La seva forma molecular és C₆H13O9P i s'anomena sistemàticament com 6-O-fosfat-D-manopiranosa. És molt comú anomenar-la "MSP", que són les inicials del seu nom en anglès (mannose 6-phosphate).
La M6P és un senyal dels precursors proteics de les hidrolases àcides que estan destinades a ser transportada cap als lisosomes. La M6P s'afegeix a aquestes proteïnes en la cisterna cis del complex de Golgi. Específicament, es produeix en una reacció que comprèn la uridina difosfat (UDP) i la N-acetilglucosamina, on l'enzim N-acetilglucosamina-1-fosfat transferasa catalitza la N-glicosilació dels residus d'asparagina. Un cop aquestes proteïnes han estat marcades de manera apropiada amb el senyal M6P, es transporten a la Trans-Golgi Network. Allà, el grup funcional de la M6P és reconegut i enllaçat pels receptors proteics de la manosa-6-fosfat (MPR) a nivells de pH d'entre 6,5 i 6,7.
Els enzims lisosòmics marcats amb M6P són transportats a late-endosomes mitjançant vesícules. El pH en aquests endosomes pot arribar a assolir un valor de 6, que provoca la dissociació de les manoses-6-fosfat dels seus receptors. En l'alliberament, els enzims són duts a la seva destinació final en els lisosomes. Els MPRs són empaquetats en vesícules que s'escindeixen del late-endosome que tornen al TransGolgi Network. D'aquesta manera, els MPRs són reciclats.

## Marcatge dels enzims amb destinació als lisosomes
El procés de glucosilació de les futures hidrolases s'inicia al reticle endoplasmàtic. Mentre dura la traducció, altres enzims glucosilen en bloc les noves proteïnes. Aquesta glicosilació, però, consisteix en la unió d'un 
oligosacàrid precursor, que després serà retocat depenent de la maduració de la proteïna i de la funció que hagi de realitzar.

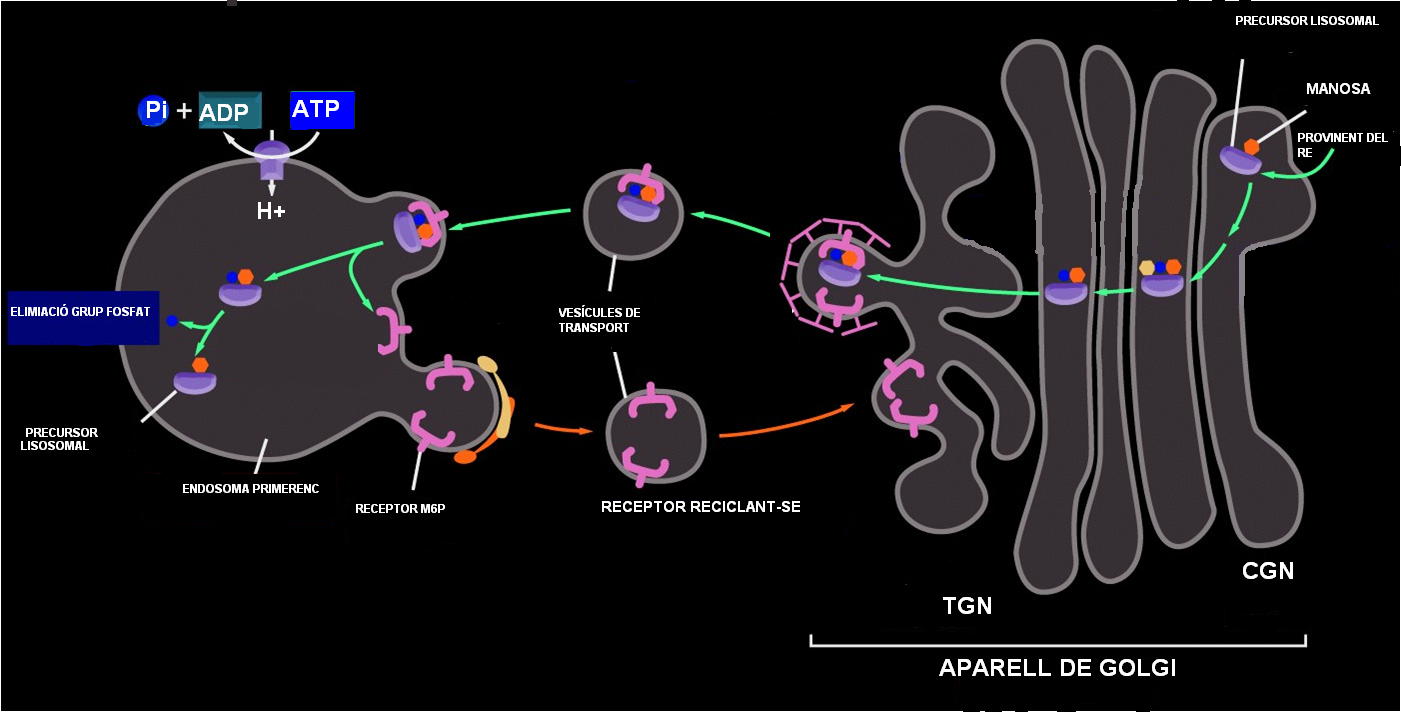
Marcatge amb manosa 6 fosfat a l'aparell de golgi

Les hidrolases ja glucosilades es porten fins a la cara cis de l'aparell de golgi (cis golgi network), a on una sèrie d'enzims retallen l'oligosacàrid i elaboren el senyal que conduirà les hidrolases fins al lisosoma. Els residus de manosa-6-fosfat són el senyal que el destí d'aquestes hidrolases és el lisosoma.
1. Una N-glucoproteïna s'allibera de la membrana del reticle endoplasmàtic i entra a l'aparell de golgi (TGN).
2. La N-acetilglucosamina fosfotransferasa uneix un grup N-acetilglusosamina-fosfat al grup OH del carboni sis d'algunes manoses. Aquesta fosfotransferasa detecta amb gran precisió l'estructura tridimensional típica de les hidrolases lisosòmiques abans de fosforilar-les, i discrimina molt bé entre aquestes i petits pèptidds o residus de manosa lliures, als que mai fosforila.[1]
3. Un segon enzim, la fosfodiesterasa, reconeix el N-acetilglucosamina-fosfat i separa el grup N-acetilglucosamina, deixant la manosa fosforilada al carboni sis (M6P).[1]

Les hidrolases, ja madures i amb els radicals de manosa fosforilats, travessen l'aparell de golgi fins a la cara trans (trans golgi network).

## Via metabòlica de la manosa-6-fosfat
Existeix una via metabòlica d'importància de la manosa-6-fosfat: l'enzim manosa-6-fosfat isomerasa catalitza la isomerització reversible de la D-manosa-6-fosfat a D-fructosa-6-fosfat; molècula de gran importància en el procés de glucòlisi.

## La manosa-6-fosfat en la formació dels lisosomes
La manosa té un paper vital en el procés de síntesi dels lisosomes, ja que permet que els seus enzims siguin dirigits cap a aquests orgànuls. Un cop arriben a l'aparell de Golgi les proteïnes sintetitzades al reticle endoplasmàtic rugós, aquelles que seran enzims hidrolítics àcids dels lisosomes són glicosilats en la cisterna cis amb radicals manosa-6-fosfat. Gràcies a aquesta senyalització, la cisterna del complex de Golgi Trans Golgi Network executa una funció de sorting o classificació mitjançant la qual es porten les hidrolases a endosomes (després lisosomes), que retenen els enzims digestius i exclou altres substàncies i les torna als endosomes.
El mecanisme utilitzat per poder dur a terme aquesta retenció dels enzims es troba en els radicals manosa-6-fosfat afegits al cis del complex de Golgi. A la membrana del Trans Golgi Network, els receptors de manosa-6-fosfat que reconeixen aquests radicals s'hi adhereixen, unint-se d'aquesta manera enzim i membrana (aquesta unió es dona en pH d'entre 6,5 i 6,7). En acabar de formar-se aquest lligam, els receptors de manosa-6-fosfat s'uneixen amb adaptina i clatrina a la monocapa externa del Trans Gogli Network, la qual cosa permet la inducció de vesícules per gemmació i el seu transport cap als endosomes primaris o early endosomes .
Els endosomes primaris, en un moment donat en què s'acumulin diversos enzims i altres substàncies, comencen un procés de maduració caracteritzat per una disminució del pH fins a 5 (maduració fins a ser lisosomes). Gràcies a aquest canvi de pH, la unió entre la manosa-6-fofat i el receptor es trenca i l'enzim se solubilitza per l'interior del compartiment. A més a més, les fosfatases presents al lisosoma que ja estan actives (el pH ja és àcid) separen el grup fosfat de la manosa, amb la qual cosa l'enzim ja queda lliure i no pot tornar a unir-se al receptor. Els receptors es poden reciclar durant unes hores, per això, quan s'han alliberat de la seva càrrega, fan un procés de vesiculació en sentit contrari fins a retornar a l'aparell de golgi (cara Trans) on captaran nous enzims amb el senyal manosa-6-fosfat.
La manosa-6-fosfat també efectua una tasca vital en la recuperació dels enzims lisosòmics que s'escapen del seu trajecte cap als endosomes primaris i surten del medi intracel·lular: a la membrana plasmàtica trobem receptors de manosa-6-fosfat que s'enllacen a aquests enzims secretats de manera accidental i permeten que, mitjançant vesícules procedents de la membrana allà on hi ha els receptors, es portin cap als lisosomes.

## Malaltia de cèl·lules i la Pseudopolistrofia de Hurler
Hi ha anomalies relacionades amb el marcatge de proteïnes amb M6P i els processos descrits anteriorment. La malaltia de cèl·lules I (mucolipidosi II) i la Pseudopolidistrofia de Hurler són dues malalties relacionades entre si que s'originen per defectes en la destinació dels enzims lisosomàtics.
Una mutació en el gen de la N-acetilglucosamina-fosfotransferasa, que causa l'absència total d'aquest enzim, impedeix que les proteïnes lisosòmiques puguin ser marcades per la manosa-6-fosfat. Això fa que alguns enzims essencials, com les hidrolases, no puguin arribar als lisosomes. En conseqüència, en els lisosomes s'acumulen corpuscles d'inclusió (glicosaminoglicans i glicolípids que no han pogut ser digerits). D'altra banda, els enzims que haurien d'anar a parar als lisosomes, en no tenir cap senyal de manosa-6-fosfat són segregades de les cèl·lules a través de rutes alternatives. Aquestes molècules apareixen en grans quantitats en l'orina i en la sang, cosa fonamental per al diagnòstic de la malaltia. Els símptomes més comuns són el retard mental, deficiències motores i deformacions de l'esquelet, i s'acostumen a observar a partir del naixement, progressant fins a la mort de l'individu (que acostuma a produir-se als 8 anys).
La Pseudopolidistrofia de Hurler és una forma molt més suau de la malaltia. Acostuma a aparèixer entre els 2 i 4 anys de vida, progressa més lentament i els pacients poden sobreviure fins a l'edat adulta.
Ambdues són unes malalties hereditàries autosòmiques recessives i no existeix cap tractament definitiu.